# Pete Carril
Peter Joseph Carril (Bethlehem, Pensilvania, 10 de julio de 1930 - 15 de agosto de 2022) fue un  jugador y entrenador de baloncesto y profesor estadounidense que ejerció en la Universidad de Princeton durante veintinueve años, además de ser entrenador asistente durante doce años en los Sacramento Kings de la NBA.

## Trayectoria
- Lehigh M. Hawks (1966-1967)
- Universidad de Princeton (1967-1996)
- Sacramento Kings (1996-2006), (ayudante)
- Washington Wizards (2007), (ayudante)
- Sacramento Kings (2009-2011), (ayudante)